# Wielka Wronia Baszta
Wielka Wronia Baszta lub Wronia Baszta – skała w Dolinie Kobylańskiej na Wyżynie Olkuskiej, w granicach wsi Karniowice, w gminie Zabierzów, powiecie krakowskim, województwie małopolskim. Wraz z Wronią Grzędą, Przednią Wronią Basztą i Zadnią Wronią Basztą tworzy skalną grupę w środkowej części orograficznie lewych zboczy doliny, na zakręcie doliny, w miejscu, gdzie uchodzi do niej boczny suchy wąwóz ze szlakiem rowerowym. Wielka Wronia Baszta znajduje się na lewych jego zboczach, przy ujściu wąwozu do Doliny Kobylańskiej. Na prawych stokach wąwozu, naprzeciwko Wielkiej Wroniej Baszty znajduje się Tarasowata Turnia.
Dolina Kobylańska jest jednym z najbardziej popularnych terenów wspinaczki skalnej. Zbudowana z wapieni Wielka Wronia Baszta znajduje się w lesie, w dolnych częściach stoku. Ma wysokość do 30 m i ściany połogie, pionowe lub przewieszone z filarami, kominami i zacięciami. Przez wspinaczy skalnych zaliczana jest do Grupy Wroniej Baszty i opisywana jako Wronia Grzęda, Wielka Wronia Baszta I, Wielka Wronia Baszta II, Wielka Wronia Baszta III, Wielka Wronia Baszta IV, Wielka Wronia Baszta V i Przednia Wronia Baszta. Wspinacze poprowadzili na niej 37 dróg wspinaczkowych o trudności od III do VI.3 w skali Kurtyki. Mają wystawę zachodnią, północno-zachodnią, północną, północno-wschodnią, południową i południowo-wschodnią. Duża część dróg posiada dobrą asekurację: ringi (r), haki, stanowiska zjazdowe (st) lub ringi zjazdowe (rz).

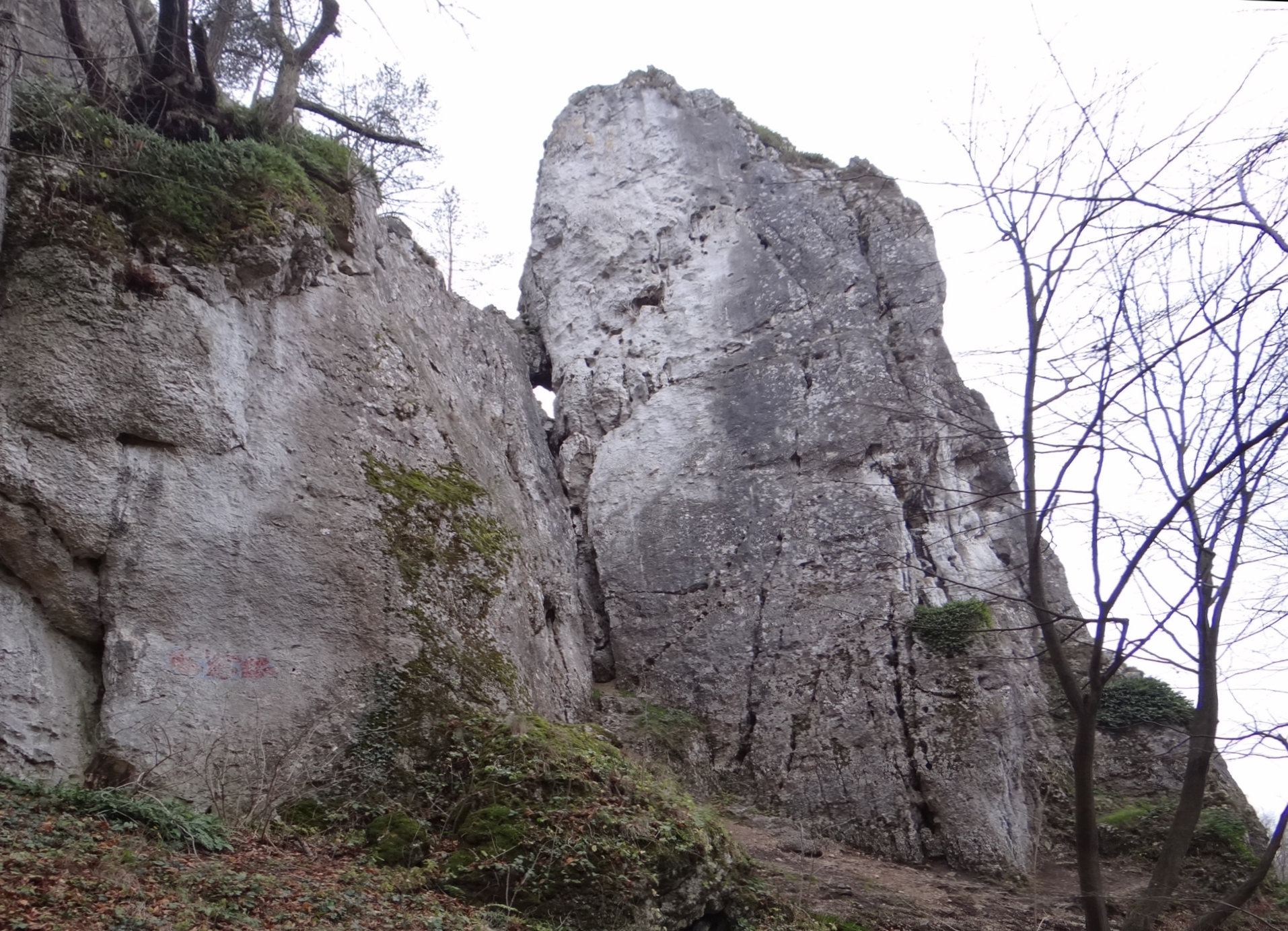
Wronia Grzęda i Wielka Wronia Baszta
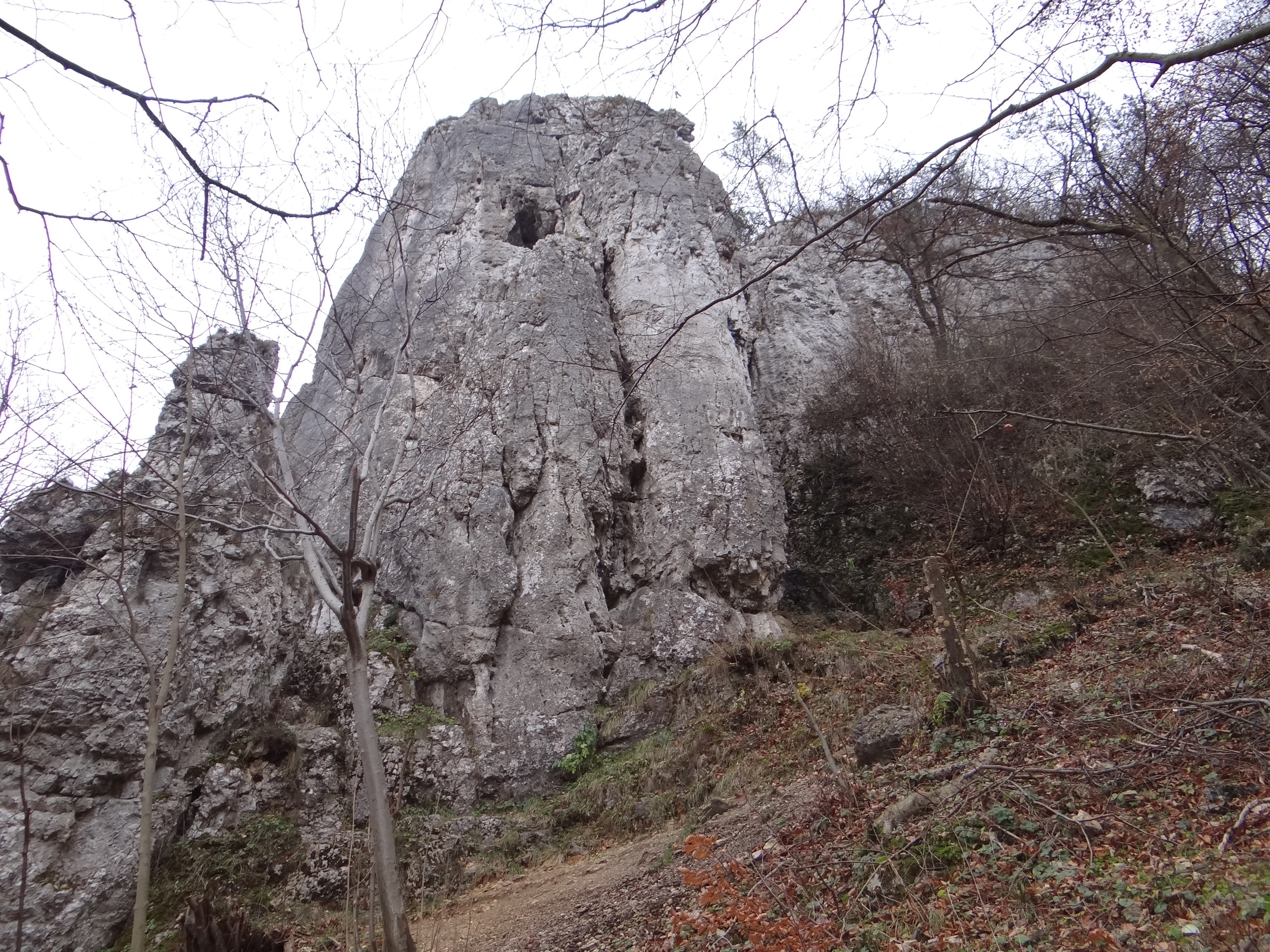
Wielka Wronia Baszta (na środku) od wschodu
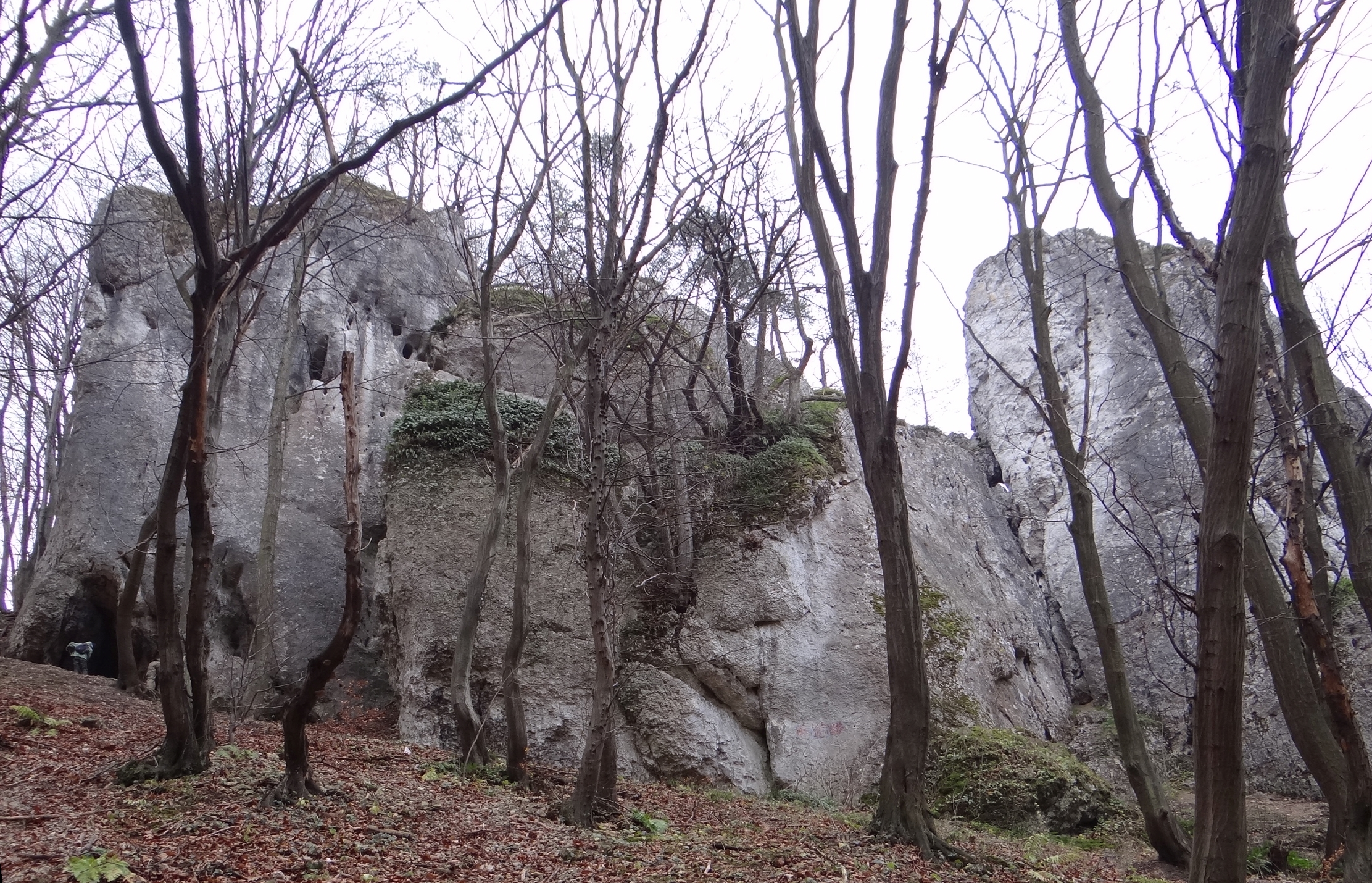
Grupa Wroniej Baszty od zachodu

W Wielkiej Wroniej Baszcie znajdują się 4 niewielkie jaskinie: Schronisko w Dolinie Kobylańskiej, Korytarz pod Wronią, Szczelina we Wroniej i Szczelina za Wronią.

## Drogi wspinaczkowe
Wronia Grzęda
1. Krakanie; VI.2, 4r + st, 9 m
2. Lewa ścianka Ambrożego; IV+, 11 m
3. Rysa Dziekana; IV, 11 m
4. Środek Ścianki Ambrożego; IV, 11 m
5. Prawa ścianka Ambrożego; IV, 11 m

Wielka Wronia Baszta I
1. Komin Wroniej; IV, 23 m
2. Dolny trawers; V-, 25 m
3. Górny trawers; IV, 25 m
4. Zimowy killer; VI.2+, 7r + rz, 23 m
5. Płyta Szymona; VI.2/2+, 7r + rz, 23 m
6. Rysa Zagajewskiego; VI+, 8r + rz, 25 m
7. Nieznośna zjadliwość błękitu; VI.2, 9r + rz, 25 m
8. Filar Wroniej Baszty; V+, 7r + st, 25 m

Wielka Wronia Baszta II
1. Jazda po bandzie; VI.2, 7r + st, 23 m
2. Jazda po kancie; VI.1, 6r + st, 22 m
3. Banan; V+, rz, 23 m
4. Banan wprost; VI.1, 7r + st, 23 m

Wielka Wronia Baszta III;
1. Kontrabanda; VI.1, 8r + st, 25 m
2. Zielone Świątki; VI.2+, 9r + st, 25 m
3. Ryski marynarza; VI-, st, 25 m
4. Prawa ryska marynarza; VI.1, st, 25 m
5. Taniec św. Wita; VI.2+, 25 m

Wielka Wronia Baszta IV;
1. Taniec św. Wita; VI.2+, 7r + 1p + st, 25 m
2. Przez grotkę; IV, 2r + 1h + 2st, 28 m
3. Filarek urbanistów; V+, 5r + 1h + 2st, 28 m
4. Prostowanie filarka urbanistów; VI.2, 7r + 2st, 29 m
5. Prawa grotka; V-, 1h + st, 28 m
6. Syreny z Tytana; VI.3, 7r + rz, 25 m

Wielka Wronia Baszta V
1. Filarek Bały; VI+, 9r + st, 25 m
2. Ścianka Bały; VI+, 9r + st, 25 m
3. Lewa rysa; VI-, 16 m
4. Prawa rysa; IV, 16 m
5. Dudniące bloki; V, 16 m
6. Skośna przewieszka; VI-, 15 m

Przednia Wronia Baszta
1. Komin Przedniej; III, 10 m
2. Przednia za dnia; VI+, 4r + st, 10 m
3. Filar Przedniej; VI[3].